# 加西市立北条小学校
加西市立北条小学校（かさいしりつ ほうじょうしょうがっこう）は、兵庫県加西市北条町にある公立小学校。2024年5月30日現在の児童数は394人。

## 概要
学校のある加西市北条地区は、兵庫県の南東部に位置し、兵庫県歴史的景観形成地区に指定されている。平成24年4月10日に県告示を受け、6月1日より施行。西には羅漢寺（北条の五百羅漢）があり、南には住吉神社に囲まれ立地している。

## 沿革
- 1876年（明治9年） - 博文小学校、隆盛小学校(畑)、行小学校(西谷)、好善小学校(谷、西上野、吸谷)、尚徳小学校(寺内、西寺内、小谷)、洪然小学校(栗田、横尾、古坂)、積善小学校(市場)を合併
- 1886年（明治19年） - 小学校令により北条尋常小学校に改称
- 1901年（明治34年） - 町村制の施行により、北条町立尋常小学校に改称
- 1904年（明治37年） - 小学校令により北条尋常高等小学校に改称
- 1941年（昭和16年） - 国民学校令により北条町立北条国民学校に改称
- 1947年（昭和22年） - 学制改革（教育基本法・学校教育法制定）により北条町立北条小学校に改称
- 1952年（昭和27年） - 南校舎改築
- 1955年（昭和30年）1月15日 - 富田村、賀茂村、下里村が合併して北条町となり、北条町立北条小学校に改称
- 1957年（昭和32年） - 北校舎改築
- 1967年（昭和42年）4月1日 - 北条町、加西町、泉町が合併して加西市となり、加西市立北条小学校に改称
- 1990年（平成2年） - 加西市立北条東小学校分離
- 1992年（平成4年）12月 - 新校舎竣工
- 1995年（平成7年）3月 - プール改修
- 2006年（平成18年）3月 - 新プール完成

## 教育目標
心身ともに たくましく自立する 子の育成

## 学校行事
| - 4月 始業式、入学式 - 5月 交通安全教室、遠足 - 6月プール開き | - 7月 終業式 - 8月 - 9月 始業式、自然学校、運動会 | - 10月 修学旅行 - 11月 オープンスクール、校内音楽会 - 12月 マラソン大会、終業式 | - 1月 始業式 - 2月 6年生を送る会 - 3月 卒業式、修了式 |

## 通学区域
通学区域は以下。
- 北条町北条、北条町小谷、北条町栗田、北条町横尾（北条東小学校の学区とする区域を除く）、北条町古坂（北条東小学校の学区とする区域を除く）、北条町西南（377番地の2を除く）、北条町黒駒、市村町の一部、西上野町の一部（384番地の1から41まで）

## 進学先中学校
公立中学校の進学先は、北条中学校

## 校区内の施設
- 加西市立北条中学校
- 加西北条郵便局
- 北条町駅
- 加西郵便局
- 北条の五百羅漢（県指定文化財）[4]
- 住吉神社（酒見寺）
- アスティアかさい
- イオンモール加西北条店

## 交通
北条鉄道北条線北条町駅から北に約1キロメートル、徒歩約15分
神姫バス姫路北条線宮西から東に約600メートル、徒歩約7分
中国ハイウェイバス北条BSから西に約800メートル、徒歩約9分

## 通学区域が隣接している学校
- 加西市立北条東小学校
- 加西市立賀茂小学校
- 加西市立富田小学校
- 加西市立泉小学校
- 加西市立富合小学校